# 病院船

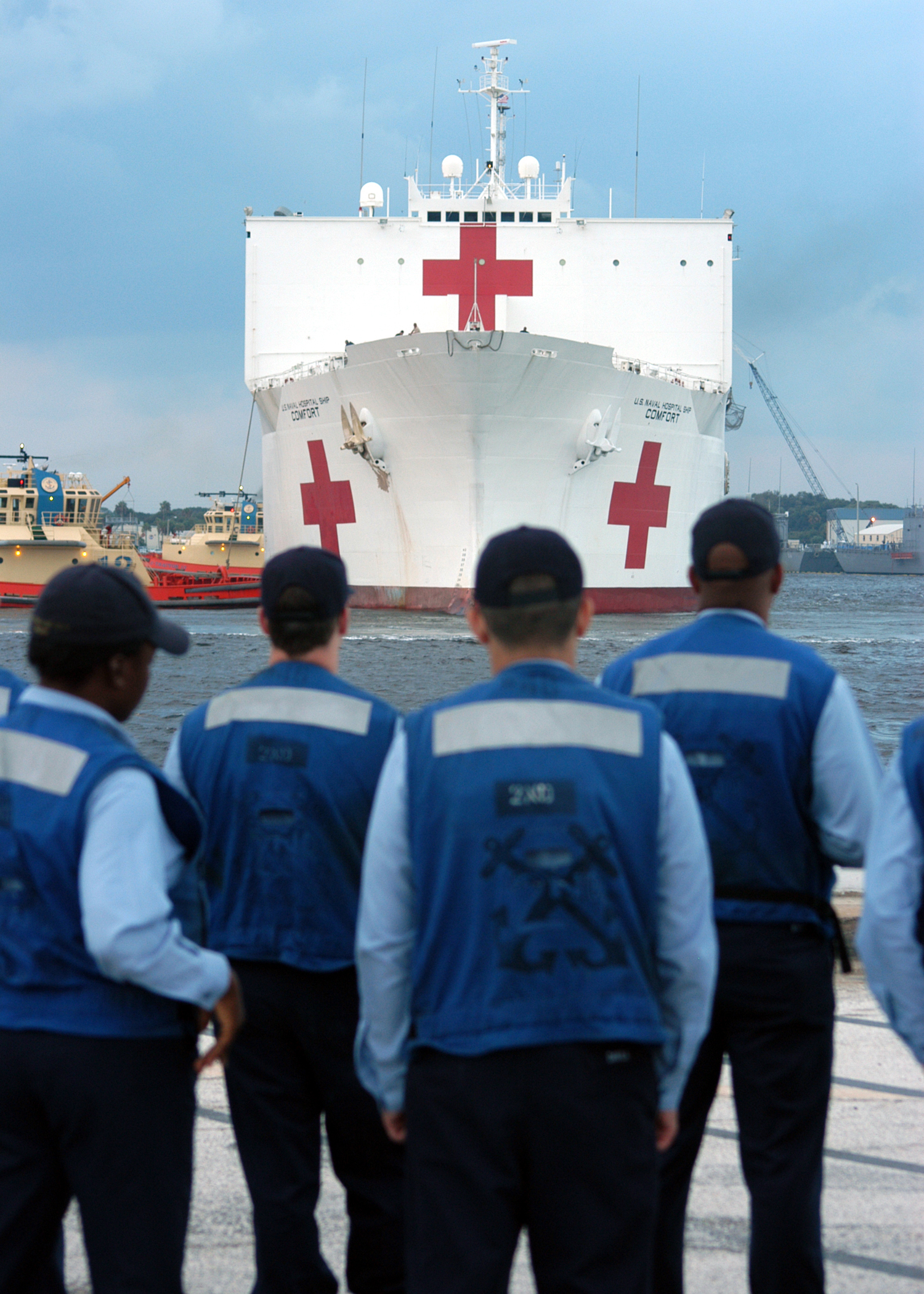
ハリケーンカトリーナの救援に参加する病院船「コンフォート」。準備の為入港する港で待機する米海軍スタッフ

病院船（びょういんせん、英語: hospital ship）とは、広義には戦争や飢餓、大災害の現場で、傷病者に医療ケアのプライマリ・ケアを提供したり、病院の役割を果たすために使われる船舶。狭義にはそのうちジュネーヴ条約が適用されるもので、傷病者や難船者に援助を与え、治療と輸送を唯一の目的として、国が建造又は設備した船舶をいう。
通例、病院船は戦場における傷病者に対する医療を目的としているため、各国の海軍が運用している。特異な例としては、スペインでは遠洋漁業の従事者の応急手当を目的としているため雇用・社会保険省が保有・運用している。日本では第二次世界大戦期まで運行されていたが戦後は運航されていない。
治療機能を持たず、救急車のように搬送に特化した「救急艇」も存在する。

## 歴史
戦場において傷病兵への医療活動を行う船は、古代ローマ時代には存在していた。
近代においては、1850年代のクリミア戦争でイギリスやフランスが病院船を運用したことが知られる。1860年代アメリカの南北戦争では、「レッドローバー」（1859年就役）が南北両軍の傷病兵を治療した。このころ、赤十字活動の勃興とともに、病院船の戦時国際法上の地位も確立されていった。
その後、第一次世界大戦、第二次世界大戦などでは、いくつかの国で客船を改装した病院船が整備され、運用された。イギリスの「ブリタニック」、日本の「氷川丸」などが活躍した。しかし、両大戦では国際法を無視した攻撃が行われ、犠牲者を出す事態も発生したほか、国際法を逆手に不法に兵員や軍需物資の輸送に用いられた例もあった。
21世紀に入っても、アメリカ海軍によって病床数1,000床のマーシー級病院船2隻、すなわち「マーシー」と「コンフォート」が運用されており、これらが世界でもっとも大型の救命救急の船舶として知られる。ブラジルやペルーといった南アメリカ諸国では、河川砲艦の設計に準じた河川病院船も存在しており、有事には本来の任務に用いるが、むしろ、平時における医療機関に乏しい地域への巡回医療活動に用いられているものもある。同様の巡回医療に用いられている病院船として、インドネシア海軍の病院船「Dr. スハルソ」がある。

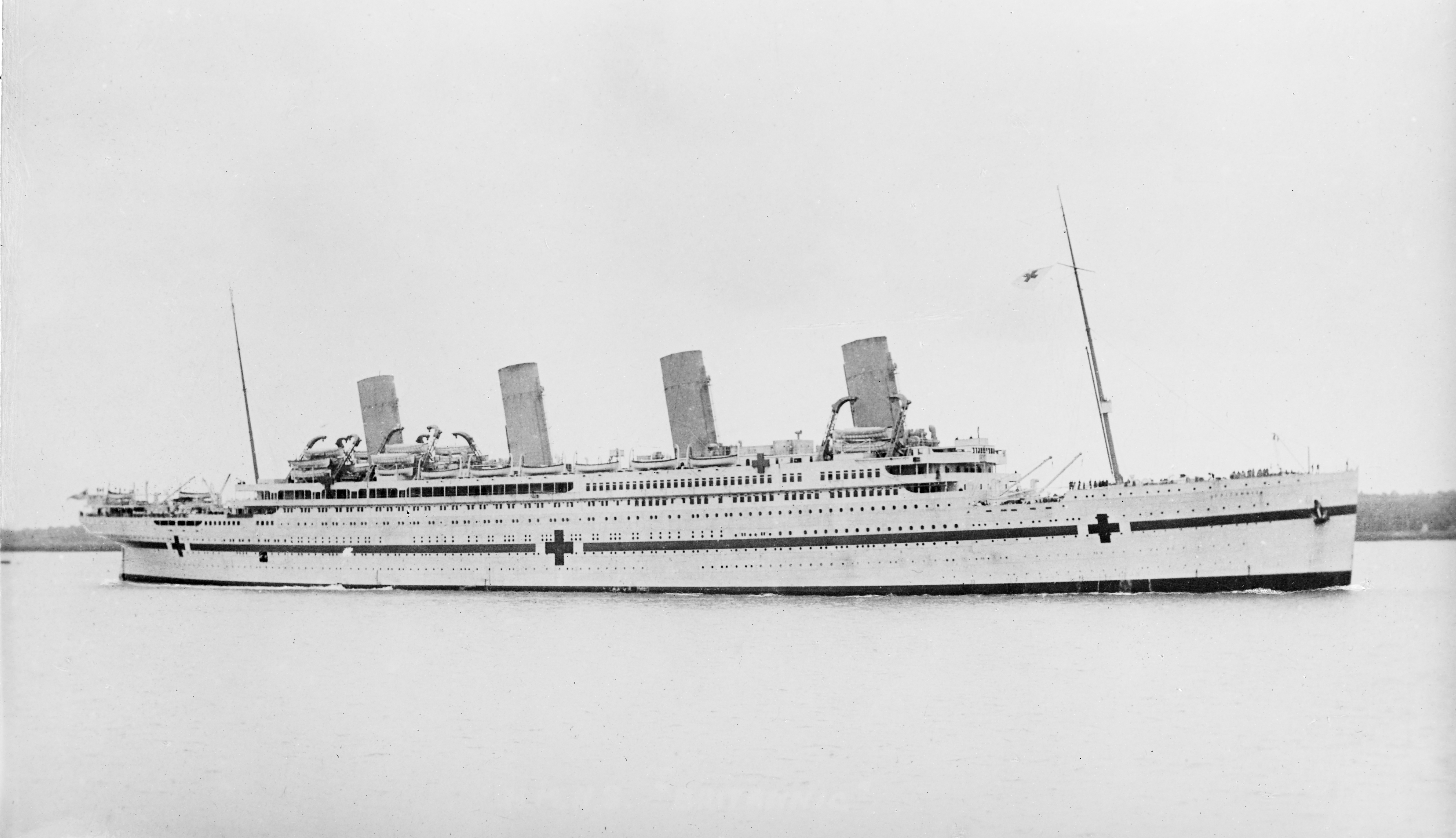
ブリタニック
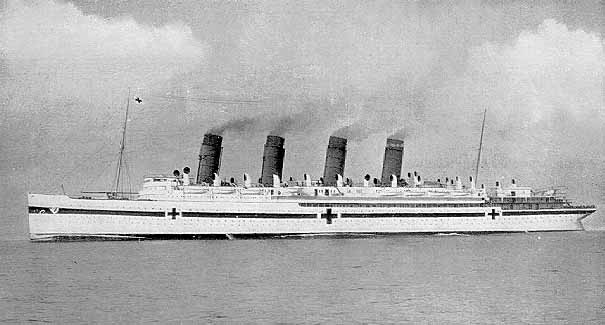
モーリタニア
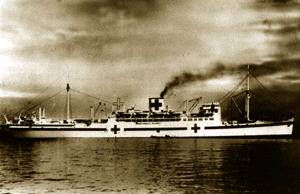
氷川丸

## 国際法

### 条約の適用
先述のように、狭義の病院船はジュネーヴ条約が適用される、傷病者や難船者に援助を与え、治療と輸送を唯一の目的として、国が建造又は設備した船舶をいう。条約上、病院船には軍用病院船、救済団体の病院船、中立国救済団体の病院船がある。
軍用病院船は「傷者、病者及び難船者に援助を与え、それらの者を治療し、並びにそれらの者を輸送すること」を唯一の目的としなければならない（ジュネーブ第2条約第22条）
スペインの「エスペランザ・デ・ラ・マール」（約5,000t）や「ファン・デ・ラ・コーサ」（約2,600t）は軍務に就いておらず条約の適用を受ける狭義の病院船ではない（条約の適用を受けないため船体は独自のデザインを用いている）。一方、イギリスやフランスにみられる軍艦に医療機能を付加した艦船は医療専用船でないため条約の対象外である。
近代戦時国際法のもとでは、病院船は一定の標識を行い、医療以外の軍事活動を行わないなどの要件をみたすことで、いかなる軍事的攻撃からも保護される。今日では1949年のジュネーヴ第2条約が病院船に関する明文規定を定めている。

### 基本的要件
時期によって若干の変遷はあるものの、「ジュネーブ第2条約（海上傷病者保護条約）」に基づく基本的要件は以下の通りである。
- 船体の塗装 - 船体外面は全て白色としなければならない。
- 赤十字標識 -できる限り大きい濃色の 赤十字（または赤新月）を船体の各側面及び水平面に表示し、メインマストに白地に赤十字の旗を掲げなければならない。
- 非武装 - 船内の秩序維持、傷病者の護衛のために必要な小火器[注 2]を除くあらゆる武装の禁止[注 3]。
- 軍事的活動の禁止 - 兵員・軍需物資の輸送、軍事情報の発信などには利用してはならない。無線暗号通信の使用（送受ともに）も禁止される[注 4]。
- 交戦国への通知 - 病院船が使用される10日前にその船名及び細目[注 5]が紛争当事国に通告されなければならない。

病院船がジュネーブ第2条約上の保護を受ける条件は上記の通りであるが、病院船として条約に適合するために運用の制限がかかる事を嫌い、病院船と同様の機能を持ちながら病院船としては登録していない国や、平素の運用時には上記条件を満たさず、紛争地帯への派遣の際に条約適合の船体整備を行う国も存在する。

#### 緑と赤のストライプ
第二次大戦期の病院船は船体に細いストライプが入るが、これは「ジュネーヴ条約の原則を海戦に応用する条約」（1899年）第5条で以下のように規定された。
- 軍用病院船は幅1メートル半の緑色の標識を施す。
- 救済団体および中立国救済団体の病院船は幅1メートル半の赤色の標識を施す。

帯色の規定は1949年のジュネーヴ第2条約で廃止されたが、国によっては引き続き採用した。

### 病院船の保護
病院船の保護は人道的任務から逸脱して敵に有害な行為を行うために使用された場合でない限り消滅しない（保護を消滅させる場合も合理的な期限を定めた警告が発せられ、かつ、その警告が無視された後でなければならない）。
実際には保護されるべきはずの病院船が、敵艦から意図的に攻撃を受ける事件もあった（「ぶゑのすあいれす丸」撃沈事件、「オプテンノール」拿捕など）。過失による撃沈を防ぐために病院船は夜間も明かりを灯し病院船であることを主張した。純白の美しい外観、病院船という任務目的からか、付近の味方艦船乗員の心理的安堵感が増し、気が緩んだ隙に病院船周囲を周回している敵の潜水艦に撃沈されるという凄惨な例もあった。また保護を悪用して、病院船を軍需輸送に使用する例も発生した（橘丸事件など）。
国際法上の保護要件を満たすには目立つ外観となり船団航行に向かない、軍需輸送に容易には転用できないなど運用上の困難があるため、一部の病院船は白色塗装や通知などをあえて行わないことがある。太平洋戦争時の大日本帝国陸軍が保有していた病院船には、このような国内限りの病院船が多く存在した。こうした病院船については、当然、軍事的攻撃も禁止されない。
このほか、戦時に病院船と同様の保護を受ける地位（安導権）を与えられる船がある。捕虜などへの救恤物資を輸送する船と、交換船が代表例である。こうした船についても、阿波丸事件のように攻撃を受ける例があった。

## 病院船一覧

### 日本の病院船
以下は全て、太平洋戦争までの大日本帝国海軍の病院船である。

#### 1930年代までの主な病院船
- 博愛丸（日本郵船。2,629トン。日清戦争、日露戦争）
- 弘済丸（日本郵船。2,627トン）
- 山城丸（日本郵船。2,528トン）
- 近江丸（日本郵船。2,473トン）
- 神戸丸（日本郵船。2,901トン。日清戦争、日露戦争）
- 西京丸（日本郵船。2,913トン。日露戦争）
- ろひら丸（東洋汽船。3,501トン）
- ろせった丸（東洋汽船。3,876トン）
- 笠戸丸（大阪商船。6,011トン。1927年5月～11月）
- 橘丸（東京湾汽船。1,772トン。1938年6月22日～1938年7月26日戦没。のち引き揚げ修復後徴用解除。以後は陸軍病院船の項へ）

#### 太平洋戦争時の海軍病院船

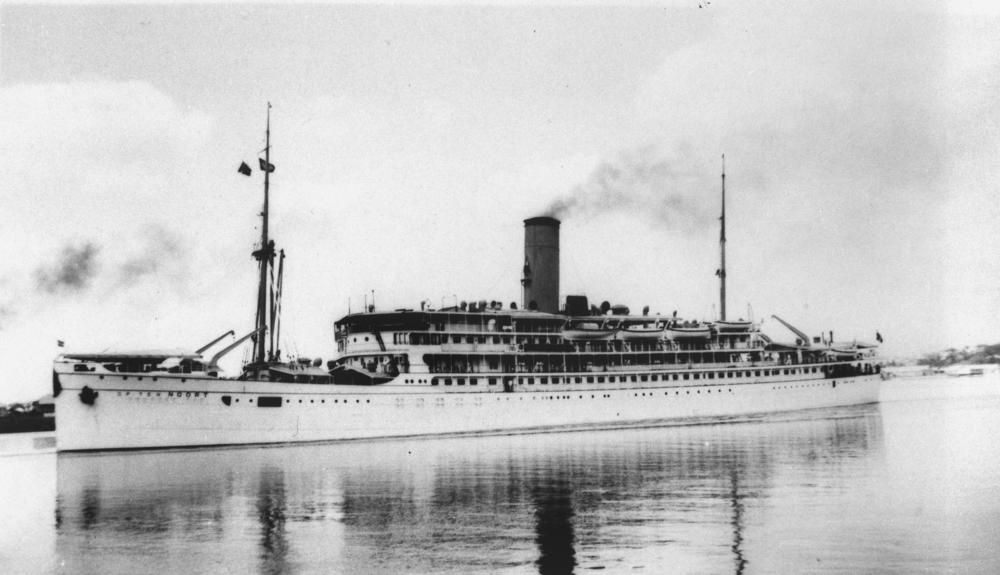
天応丸となる前のオランダ船「オプテンノート（Op Ten Noort）」

- 朝日丸（日本郵船。9,326トン。1943年11月10日特設運送艦に変更。1944年2月5日海難喪失）
- 氷川丸（日本郵船。11,621トン。1941年11月～終戦）
- 高砂丸（大阪商船。9,347トン。1941年11月～終戦）
- 牟婁丸（関西汽船。1,606トン。1942年～1944年11月3日戦禍喪失）
- 天応丸/第二氷川丸（オランダ病院船オプテンノートを接収。6,076トン。1943年頃～1945年8月23日舞鶴で海没処分）
- 菊丸（東海汽船。759トン。1945年1月10日特設捕獲網艇から変更～終戦）

#### 太平洋戦争時の主な陸軍病院船
- 亜米利加丸（大阪商船。6,069トン。第一次世界大戦・山東出兵・日中戦争～1943年12月。1944年1月海軍に徴用後1944年3月6日戦禍喪失）
- 有馬山丸（三井船舶。8,697トン。1945年～終戦）
- あらびや丸（大阪商船。9,480トン。1941年11月～不明・1943年頃。1944年10月18日戦禍喪失）[9]。
- うらる丸（大阪商船。6,373トン。1937年10月～1938年2月、1943年～1944年7月以前。1944年9月27日戦禍喪失）
- 湖北丸（大阪商船。2,578トン。1943年頃。1944年10月3日戦没）[9]
- さいべりや丸（日本海汽船。3,461トン。1943年頃。1944年9月24日戦禍喪失）[9]
- 志かご丸（大阪商船。5,866トン。1943年頃。1943年10月15日戦禍喪失）[9]
- 志あとる丸（大阪商船。5,773トン。1943年頃。1944年7月16日戦禍喪失）[9]
- すみれ丸（関西汽船。1943年10月～終戦。1950年オランダに賠償として接収後行方不明）
- 橘丸（東海汽船。1,772トン。1943年10月～1945年8月3日 兵員を輸送していたところをアメリカの駆逐艦に臨検されて拿捕（橘丸事件）～終戦）
- 波上丸（大阪商船。4,731トン。1937年8月～1942年9月。1942年10月7日戦禍喪失）
- ばいかる丸（大阪商船。5,266トン。1937年10月～終戦。戦後捕鯨母船）
- ぶゑのすあいれす丸（大阪商船。9,625トン。不明～1943年11月27日戦禍喪失）
- 扶桑丸（大阪商船。8,195トン。1941年11月～1944年以前。1944年7月31日戦禍喪失）[9]
- 蓬莱丸（大阪商船。9,205トン。不明～1942年3月1日バタビヤ沖海戦で戦禍喪失）
- 北振丸（日本海洋漁業。5,819トン。1943年頃。1945年6月30日海難沈没））[9]
- まにら丸（大阪商船。9,486トン。1943年頃。1944年11月25日戦禍喪失）[9]
- 瑞穂丸（大阪商船。8,506トン。1937年～不明・1943年。1944年9月21日戦禍喪失）
- 三笠丸（東亜海運。3,143トン。1943年頃。1944年11月11日多号作戦で戦禍喪失）[9]
- 吉野丸（日本郵船。8,990トン。1943年頃。1944年7月31日戦禍喪失）[9]
- 竜興丸（大阪商船。2,962トン。1943年頃。1944年1月15日戦禍喪失）[9]
- 和浦丸（三菱海運。6,804トン。1945年1月18日～4月25日。1945年7月30日釜山港で触雷大破。戦後韓国船「コリア」）

#### 第二次世界大戦後
海上自衛隊には病院船が在籍していない。ただし、はしだて型迎賓艇、潜水艦救難艦が有事や災害時の医療機能を考慮して設計されているほか、おおすみ型輸送艦、ひゅうが型護衛艦、いずも型護衛艦に野外手術システムを搭載することで高度な医療機能を有することが可能である。各護衛艦、補給艦には小規模な医務室と衛生員が配置されている。
また、超党派の国会議員による病院船建造推進議員連盟の働きかけで、平成23年度第3次補正予算で、病院船建造の調査費が計上された。しかしその後、新造では建造費用が350億円かかる、維持費も高価であることから専用船の新造や中古船改造は断念され、大規模自然災害や武力紛争など有事の際は、既存民間輸送船に野外手術システムを積む予定であり、今後試験運用が行われる予定。
2021年6月11日、第204回国会において、「災害時等における船舶を活用した医療提供体制の整備の推進に関する法律」（略称：病院船推進法）が成立、同6月18日に公布され、3年以内に施行される。
2021年8月4日、海洋研究開発機構が2026年度の完成に向けて建造中の北極域研究船を、緊急時の「病院船」として活用する方針を固めたと報道された。
2021年8月27日、海洋研究開発機構がみらいの後継としてジャパンマリンユナイテッドに発注した砕氷船「みらいII」には、豪雨等による自然災害発生時に被災地支援対応できる機能が搭載される予定。
恩賜財団済生会では、1962年から瀬戸内海・豊後水道を定期巡回・診療する病院船『済生丸』を運航開始している。

### 日本以外の病院船
オーストラリア
- セントー（または「ケンタウル」 en:AHS Centaur）

1943年5月14日に消息不明となり、2010年1月10日にオーストラリアの北東沖で沈没しているのが確認された。日本軍の雷撃によるとみられる。
 ブラジル

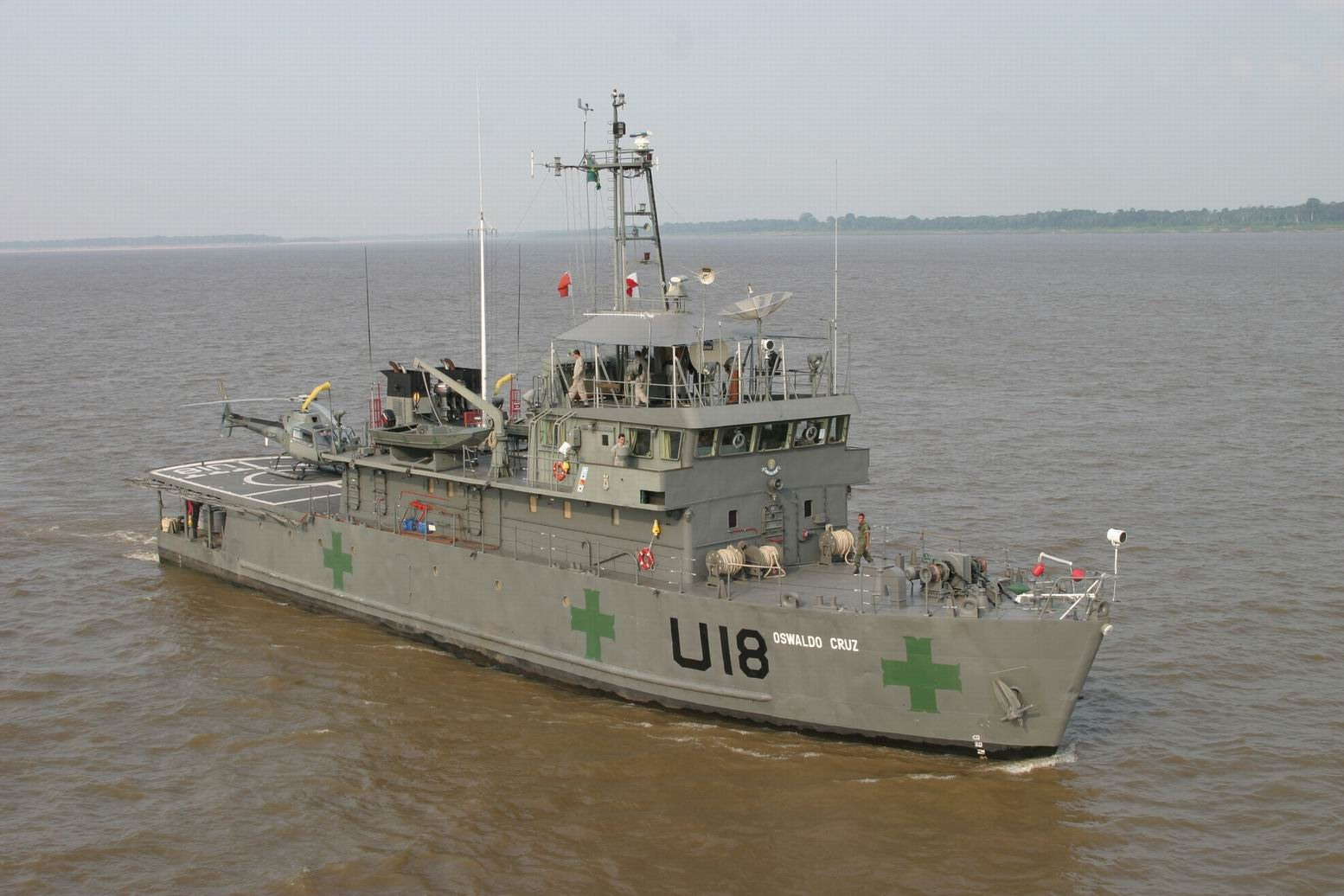
オズワルド・クルズ級病院船

ブラジル海軍は河川病院船を運用しており、アマゾン川流域及びパンタナルの沿岸地域一帯の住民に対して歯科を含む医療支援を提供している。また、フランシスコ会等が運航する非軍事の河川病院船としてPope Francis（教皇フランシスコ）号を保有している。
- 補助船パラー（U-15）
- オズワルド・クルズ級病院船×2隻（1984年～就役中）
- ドトール・モンテネグロ (病院船)（1997年～就役中）
- ソアレス・ド・メイレレス (U21)（2010年～就役中）
- テネンテ・マキシミリアーノ (U28)（2009年～就役中）
- 病院船アンナ・ネリー（U-170）

 バチカンキリスト教カトリックフランシスコ会
キリスト教カトリックのフランシスコ会は第266代教皇フランシスコの構想に基づき、ブラジルのアマゾン川流域の医療活動のため、３隻の病院船を運航している。
- フランシスコ教皇 (病院船)
- ヨハネ・パウロ2世 (病院船)
- ヨハネ23世 (病院船)

 中国
- 南康級病院船（就役中）
- 920型病院船（英語版） （就役中）

艦名は「岱山島」だが、報道などでは「和平方舟（Peace Ark）」と表記される。
- 919型病院船（英語版）[20]（就役中）
- このほか、民間のコンテナ船に医療モジュールとヘリポートを搭載した即席病院船の訓練が行なわれている[21]。

 ドイツ
- ドイッチュラント（1945年戦没）
- ヴィルヘルム・グストロフ（1945年戦没）

 スペイン

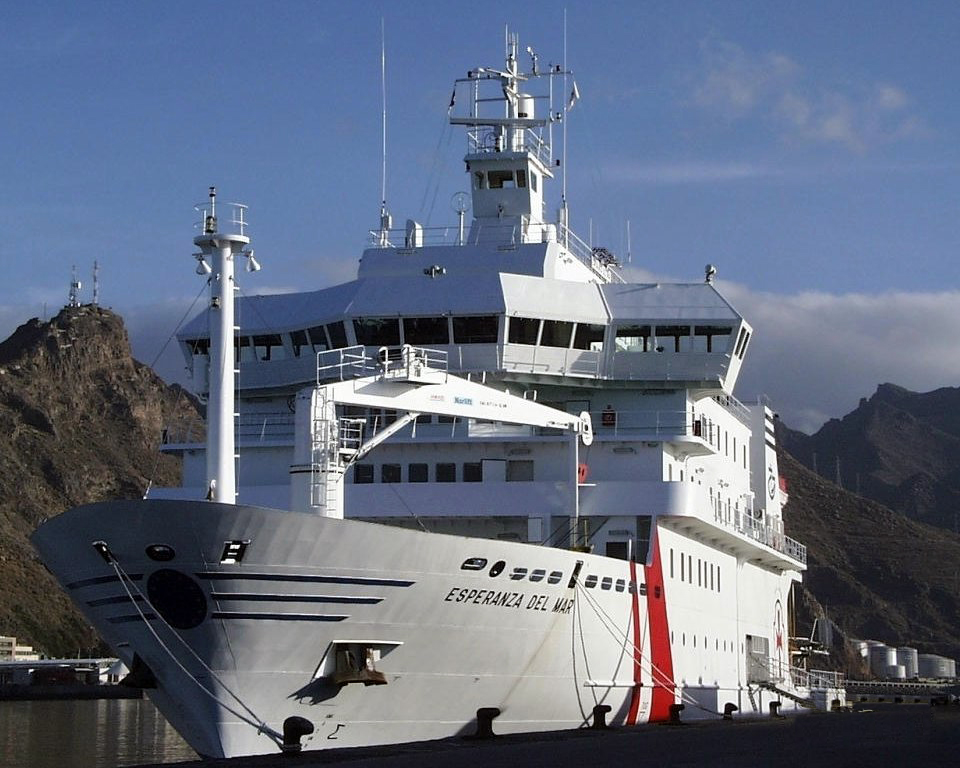
エスペランザ・デ・ラ・マール

スペインは民政省庁の雇用・社会保険省により、遠洋漁業の従事者に対する応急医療の提供を目的として2隻の病院船が運用されている。
- エスペランザ・デ・ラ・マール（2001年～就役中）

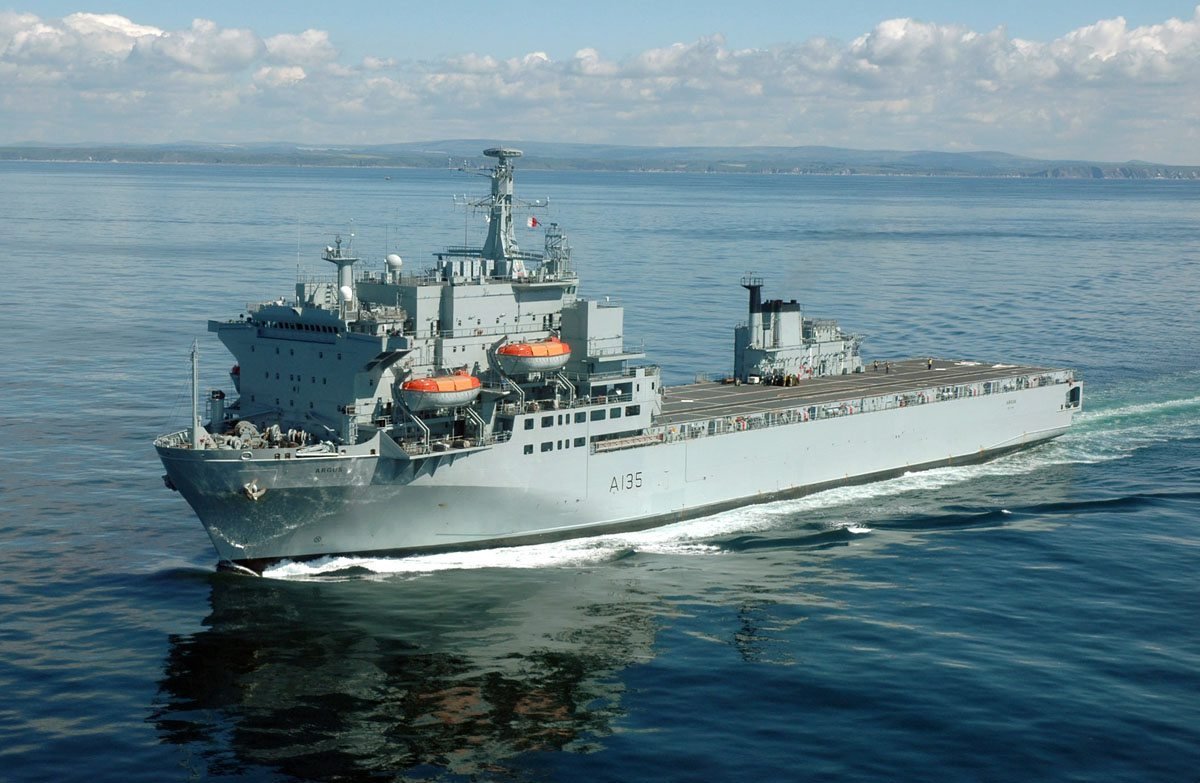
傷病兵収容艦アーガス

- ファン・デ・ラ・コーサ（就役中）

 イギリス
- モーリタニア（1935年解体）
- ブリタニック（1916年機雷にて沈没）
- アキタニア（1950年退役）
- アーガス（1987年～就役中）

元来はヘリ空母の一種であり、傷病兵収容艦と呼ばれ武装しており、公式には病院船ではない。しかし、艦内に病院船に匹敵する高度な医療設備を持つ。
 インドネシア
インドネシア海軍は、同国の辺境離島地域における不十分な保険衛生機能を定期巡回により補うとともに、各種災害対処、国際貢献に資するための病院船３隻体制を保持している。
- Dr. スハルソ（2003年～就役中）
- ワヒディン・スディロフソド級病院船 ×2隻（2022年～就役中）

 ベトナム
ベトナム海軍は、南沙諸島一帯に駐留する兵士、現地居住民、操業する漁師に対して救急医療を提供し、海上の国家主権の保護を目的として病院船を運用している。
- 561号軍医船カインホア-01（2013年～就役中）

 ペルー
- モロナ（河川病院船）

 ロシア
- オビ級病院船（4番船イルティシュが現役）

 アメリカ合衆国

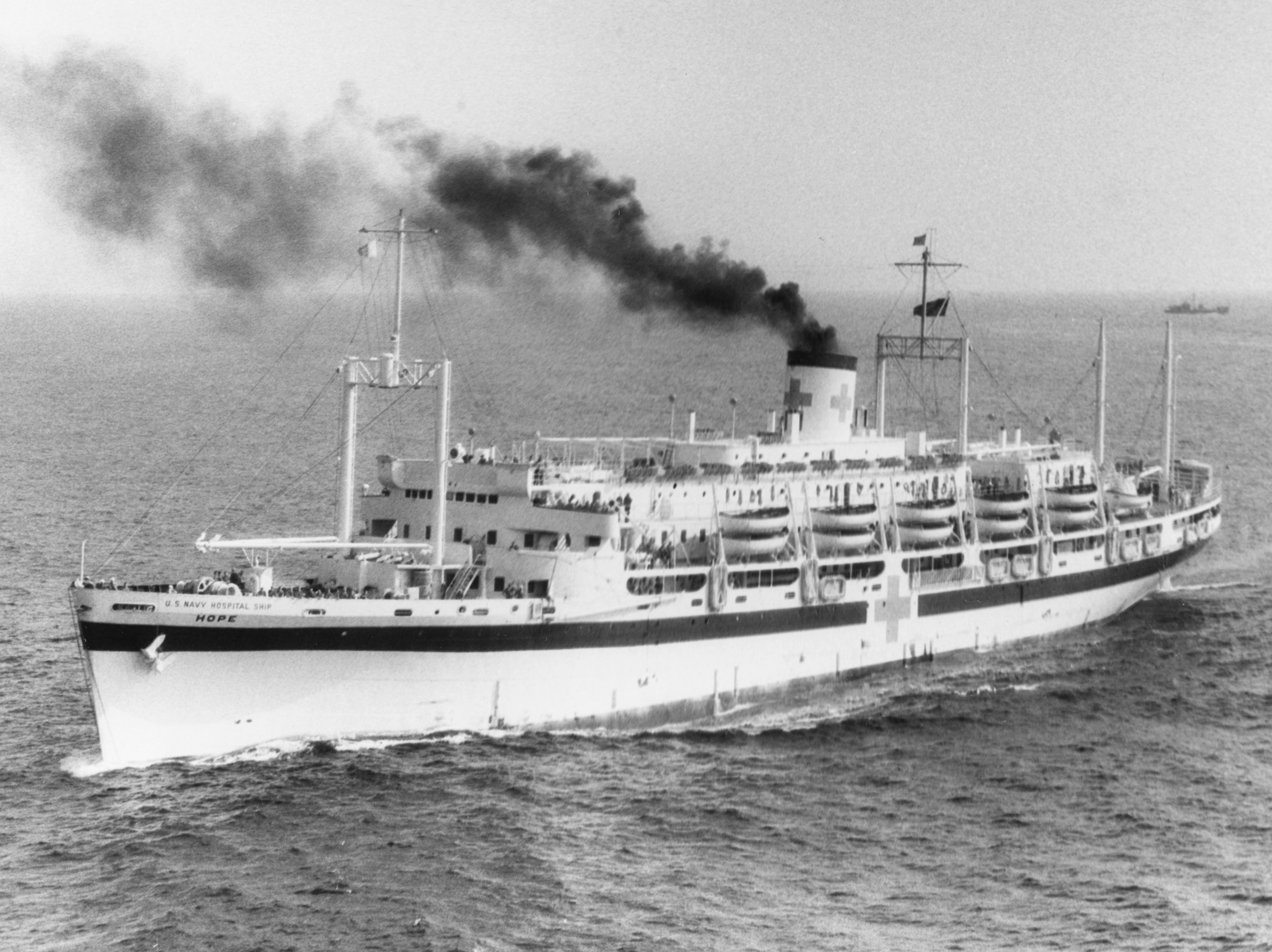
コンフォート級病院船「ホープ」

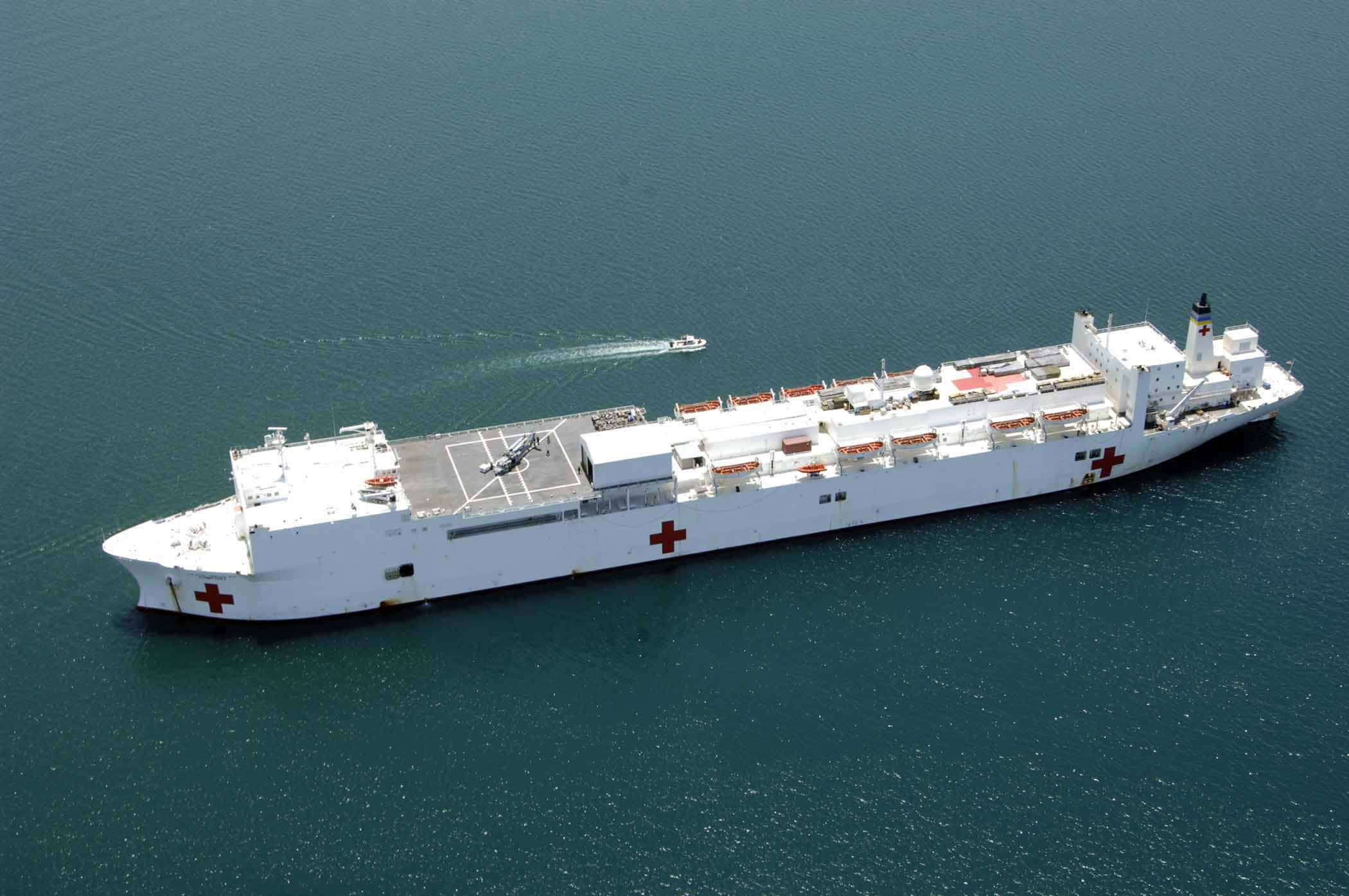
マーシー級病院船「コンフォート」

- レリーフ (USS Relief, AH-1)
- ソレース (USS Solace, AH-2)
- コンフォート (USS Comfort, AH-3)
- マーシー (USS Mercy, AH-4)
- ソレース (USS Solace, AH-5)
- コンフォート級（英語版）
  - コンフォート (USS Comfort, AH-6)
  - ホープ (USS Hope, AH-7)
  - マーシー (USS Mercy, AH-8)
- バウンティフル (USS Bountiful, AH-9)
- サマリタン (USS Samaritan, AH-10)
- リフューズ (USS Refuge, AH-11)
- ヘブン級（英語版）
  - ヘヴン (USS Haven, AH-12)
  - ベネヴォレンス (USS Benevolence, AH-13)
  - トランクィリティ (USS Tranquility, AH-14)
  - コンソレーション (USS Consolation, AH-15)
  - リポーズ (USS Repose, AH-16)
  - サンクチュアリ (USS Sanctuary, AH-17)
- レスキュー (USS Rescue, AH-18)
- マーシー級
  - マーシー (USNS Mercy, T-AH-19)
  - コンフォート (USNS Comfort, T-AH-20)
- ベセスダ級
  - ベセスダ (USNS Bethesda, T-EMS-1)
  - バルボア（USNS Balboa, T-EMS-2）

NGO団体所有船
- グローバル・マーシー（MV Global Mercy）（就役中）

アメリカに本拠を置くNGO団体マーシー・シップスが運用する総トン数3万7千トンとなる世界最大級の病院船。人道支援を目的としており、600名以上のボランティアによって運用され、医療支援を受けられない世界各地に展開する。

## 他の輸送手段を用いた病院設備

### 病院機

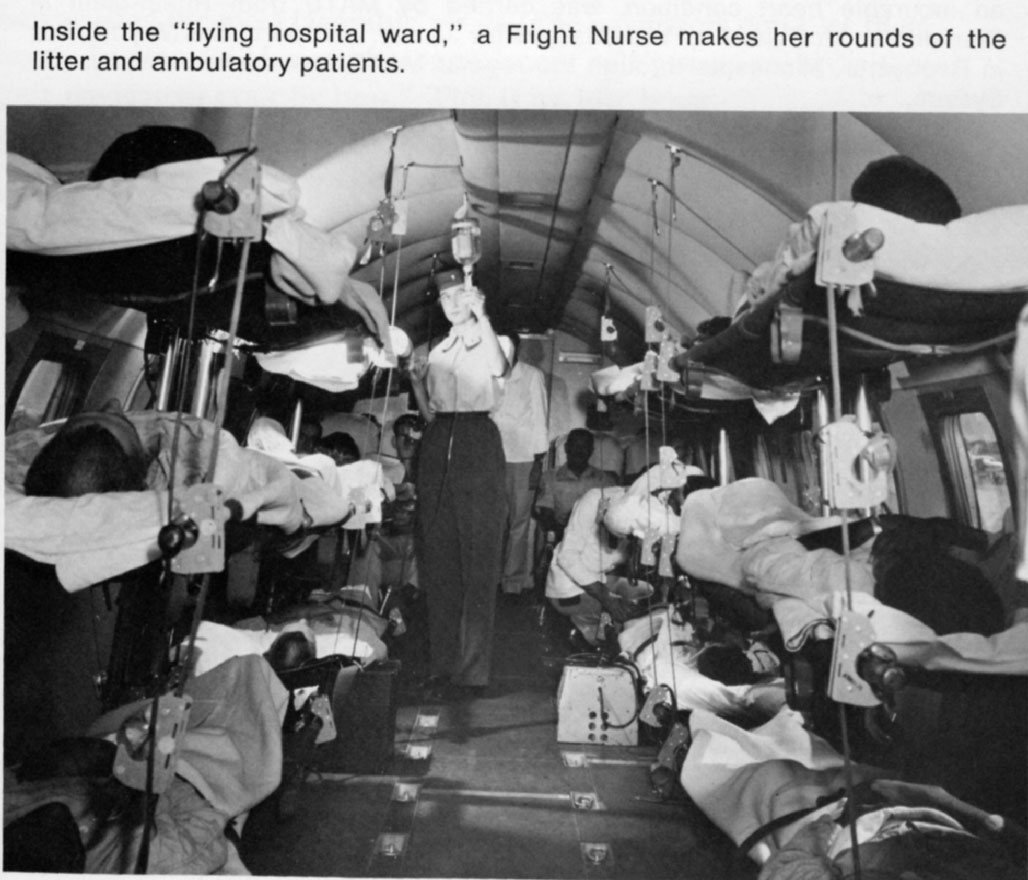
C-131で空輸される戦傷者

旅客機や輸送機の機内に治療設備を搭載した病院機（Flying Hospital）も存在する。
アメリカ軍では戦傷者を本土に治療しながら帰国させるためC-131に簡易ベッドと治療設備を搭載していた。現在ではアメリカ空軍がC-9の患者輸送型のC-9Aを配備している。日本では航空自衛隊がC-130に搭載可能なコンテナに医療設備を納めた機動衛生ユニットを配備している。
眼科医療を行う国際的NGOオービス・インターナショナルは、航空会社から寄贈された中古の旅客機を改装し眼科専門の手術室や研修室などを備えた『空飛ぶ眼科病院』を保有し、95か国以上で研修や手術、遠隔治療などにあたっている。

## 日本における課題
第二次世界大戦後、日本には病院船がなく長らく導入を巡った議論が行われてきた。
与党内で議論が活発になったのは阪神・淡路大震災後、自民党の衛藤征士郎が、党内で「病院船建造の研究会」を作った。2011年に起きた東日本大震災後の4月に「病院船建造推進、超党派議員連盟」を発足。ともに議論を行ったが、実現できなかった。
令和に代わり、2020年に発生した、イギリス船籍の「ダイヤモンドプリンセス」における新型コロナウイルス感染症（COVID-19）の集団感染で問題となった。同船は横浜港に寄港し、検疫封鎖中に多数の感染者を出した。（「クルーズ客船における2019年コロナウイルス感染症の流行状況」を参照）。同年2月27日に「災害時医療等船舶利用活用推進議員連盟」を発足。前述のとおり2021年6月11日に病院船推進法が成立し、3年以内に施行される。

## 病院船が登場する作品
小説
西村寿行『癌病船』シリーズ（1981年～86年）
楽曲
『病院船』（1942年、日本）
映画
『ブリタニック』（2000年、イギリス）
『氷川丸ものがたり』（2015年、日本　虫プロダクション制作）
テレビドラマ
『海の上の診療所』（2014年、日本）
『病院船〜ずっと君のそばに〜』（2017年、韓国）